# Frederick Cook
Frederick Albert Cook (Hortonville, 10 de junio de 1865-New Rochelle, 5 de agosto de 1940) fue un explorador y médico estadounidense que afirmó haber sido el primero en llegar al polo norte el 21 de abril de 1908, un año antes que Robert Peary. Sin embargo, su reclamo fue ampliamente desacreditado por falta de pruebas. También participó en expediciones a la Antártida y escaló el Denali (Monte McKinley) en 1906, aunque su ascenso también fue cuestionado. Más tarde, fue condenado por fraude en negocios petroleros y pasó varios años en prisión.

## Semblanza
Cook nació en Hortonville en el estado de Nueva York. Sus padres eran el Dr. Theodore A. Koch y Magdalena Koch quienes habían emigrado a Estados Unidos provenientes de Alemania.
Estudió en la Universidad de Columbia y obtuvo su título de médico en la Universidad de Nueva York en 1890.
Cook era el cirujano en la expedición al ártico de 1891-92 dirigida por Robert Peary, y en la expedición antártica belga de 1897-99 conducida por Adrien de Gerlache. 
En 1906, Cook lideró una expedición al monte Denali y se adjudicó haber llegado a la cima, pero luego se comprobó la falsedad de su afirmación. La fotografía que tomó de la cumbre ha demostrado ser una falsificación. Fue tomada en una colina mucho menor.
En 1909, afirmó haber llegado al polo norte en abril de 1908, pero no pudo presentar pruebas suficientes. En la misma época Robert Peary afirmó lo mismo, estando hoy demostrado que ninguno de los dos llegó al polo norte.
En el libro de ficción The Navigator of New York de Wayne Johnston publicado en 2003 Cook aparece como uno de los personajes principales.